# Bessoecetor
Bessoecetor è un genere di mammiferi estinti, appartenente ai pantolesti. Visse tra il Paleocene medio e il Paleocene superiore (circa 61–56 milioni di anni fa) e i suoi resti fossili sono stati ritrovati in Nordamerica.

## Descrizione
Questo animale è noto solo per resti cranici incompleti, ma dal raffronto con altri fossili di animali simili meglio conosciuti è possibile ipotizzare che Bessoecetor fosse vagamente simile a una piccola lontra o forse a una potamogale. Mascella e mandibola sembrano preannunciare quelle di forme successive come Pantolestes. La mascella era caratterizzata da un forame suborbitale che si apriva sopra il primo molare superiore. I canini superiori erano dotati di radice singola ed erano molto robusti. I premolari avevano anch'essi una sola radice ed erano a corona bassa, con un abbozzo di tallone. Il terzo premolare superiore era un po' più grande e presentava un cingulum postero-interno munito di una cuspide. Il quarto premolare era submolariforme, con parastilo e metastilo (quest'ultimo rudimentale); il protocono era basso ma netto. I molari erano stretti e allungati trasversalmente. Le tre cuspidi principali erano coniche; le creste del protocono terminavano in due conuli.
La mandibola era dotata di incisivi semplici e poco specializzati. Il canino inferiore era a sezione circolare, mentre il primo premolare inferiore era piuttosto piccolo e semplice. I due premolari seguenti erano compressi trasversalmente e vi era un abbozzo di talonide. Il quarto premolare inferiore era più complesso a causa di un talonide meglio definito e di una piccola cuspide anteriore. I molari erano simili fra loro, con talonide tricuspidato e ipoconulide mediano ben sviluppato. Erano presenti due forami mandibolari che si aprivano nella zona tra i premolari e i molari. La fossa del massetere era delimitata in avanti da una cresta robusta quasi verticale.

## Classificazione
Il genere Bessoecetor venne descritto per la prima volta da George Gaylord Simpson nel 1936, sulla base di resti fossili ritrovati in terreni del Paleocene medio-superiore del Montana; la specie tipo è Bessoecetor septentrionalis, precedentemente ascritta al genere Diacodon. La stessa specie è nota anche in Alberta, Dakota del Nord e Wyoming. Altre specie attribuite a questo genere sono B. krausei del Saskatchewan e P. pilodontus (Saskatchewan e Wyoming).
Bessoecetor è un rappresentante dei pantolesti, un gruppo di mammiferi arcaici tipici del Paleogene, dalle abitudini probabilmente acquatiche e considerati inizialmente affini agli insettivori, anche se probabilmente ascrivibili all'eterogeneo gruppo dei cimolesti. In particolare, Bessoecetor è considerato una forma antica e basale, ancestrale a forme più derivate come Buxolestes, Palaeosinopa e lo stesso Pantolestes.